# Merrick Garland
Merrick Brian Garland (North Chicago, 13 novembre 1952) è un avvocato e giurista statunitense, procuratore generale degli Stati Uniti sotto la presidenza Biden dal 2021 al 2025.
Giudice della Corte d'appello degli Stati Uniti per il circuito del Distretto di Columbia dal 1997, nel marzo del 2016 fu scelto da Barack Obama per succedere al defunto Antonin Scalia come giudice della Corte suprema, ma la sua nomina venne bloccata dall'opposizione della maggioranza repubblicana al Senato.

## Biografia
Merrick Brian Garland è nato a Chicago, cresciuto nel sobborgo settentrionale di Lincolnwood. Sua madre Shirley (nata Horwitz) era una direttrice dei servizi di volontariato presso il Consiglio per gli anziani ebrei di Chicago (ora chiamato CJE SeniorLife); suo padre, Cyril Garland, era a capo della Garland Advertising, una piccola impresa di famiglia. I suoi nonni, ebrei, hanno lasciato l'Impero russo all'inizio del XX secolo, fuggendo dai pogrom antisemiti e cercando una vita migliore per i loro figli negli Stati Uniti. 
Garland ha frequentato la Niles West High School di Skokie, Illinois, diplomandosi nel 1970. Ha quindi frequentato l'Harvard College con una borsa di studio, laureandosi con i pieni voti in studi sociali nel 1974. Durante le sue estati al college, Garland si offrì come autore di discorsi del membro del Congresso Abner J. Mikva. Ad Harvard, Garland scrisse anche articoli e recensioni teatrali per l'Harvard Crimson e ha lavorato come tutor di Quincy House. Garland ha poi frequentato la Harvard Law School, laureandosi in giurisprudenza magna cum laude nel 1977 con una tesi di 235 pagine sulle fusioni industriali in Gran Bretagna negli anni '60. 
Durante questo periodo Garland ha scritto articoli per la Harvard Law Review, modificando una volta una dichiarazione del giudice William Joseph Brennan Jr. sul tema del ruolo delle costituzioni statali nella salvaguardia dei diritti individuali. La corrispondenza di Garland con Brennan alla fine lo aiutò a vincere un impiegato presso la giustizia. Dopo la laurea, Garland ha lavorato come assistente legale per il giudice Henry J. Friendly della Corte d'appello per il secondo circuito dal 1977 al 1978, e poi per il giudice Brennan della Corte suprema degli Stati Uniti dal 1978 al 1979. 

## Vita privata
Garland e sua moglie, Lynn, sono sposati dal 1987. Il nonno di Lynn Garland, Samuel Irving Rosenman, era un giudice della Corte Suprema di New York e un consigliere speciale dei presidenti Franklin D. Roosevelt e Harry S. Truman. Garland e sua moglie hanno due figlie, Rebecca e Jessica; entrambe sono laureate alla Yale University. È cugino di secondo grado del governatore dell'Iowa (per sei mandati) Terry Branstad. Garland è residente a Bethesda, nel Maryland.